# Nummus
Nummus (pluriel nummi) est un mot latin signifiant « pièce de monnaie ». Il désigne essentiellement une série de pièces de monnaie de faible valeur en cuivre émises par les empires romain et byzantin pendant l'Antiquité tardive.

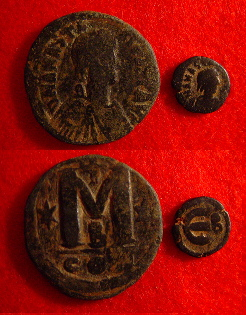
Nummi de la fin du règne d'Anastase Ier : une pièce de 40 nummi (ou follis) et une pièce de 5 nummi (ou pentanummium).

Vers 294, pendant la tétrarchie, une nouvelle pièce de monnaie en bronze, pesant dix grammes et mesurant trois centimètres de diamètre, apparaît. Son nom officiel est, semble-t-il, nummus, mais elle est connue des numismates modernes sous le nom de follis,. Le terme nummus est donc le plus souvent réservé aux pièces byzantines émises entre le Ve et le VIIe siècle. Celles-ci sont petites, mal frappées, pèsent moins d'un gramme et constituent la plus petite dénomination de la monnaie byzantine. Leur valeur est officiellement de 1⁄7 200 d'un solidus en or, mais plus usuellement échangées à 1⁄6 000 ou 1⁄12 000. Le nummus porte en général le profil de l'empereur régnant sur l'avers et le monogramme impérial sur le revers. Cependant, certaines pièces de Justinien Ier (527-565) affichent leur valeur à l'aide du chiffre grec A.
En 498, l'empereur Anastase Ier (491-518) réforme la monnaie en introduisant des multiples du nummus, avec des dénominations de quarante nummi (aussi connue sous le nom de follis), vingt nummi (semifollis) et dix nummi (decanummium, δεκανούμμιον). Ces pièces sont également marquées de chiffres grecs : M pour le follis, K pour le semifollis et I pour le decanummium. D'autre part, l'écoulement du simple nummus est interrompu. En 513, les poids de ces pièces sont doublés, le pentanummium (πεντανούμμιον, de cinq nummi marqué d'un E) est créé et le nummus n'est plus frappé.
En 538/539, Justinien modifie le follis pour augmenter son poids à vingt-cinq grammes. Il passe à 22,5 g en 541/542 et d'autres réductions suivent jusqu'à la fin du siècle. À ce moment, une nouvelle pièce de trente nummi (maquée d'un Λ ou avec XXX) est introduite. Le follis n'est plus frappé à Constantinople mais perdure dans l'exarchat de Carthage jusqu'au VIIe siècle,. Pendant le VIIe siècle, les différentes crises militaires et financières mènent à une réduction de la masse des pièces et à une perte de qualité de la frappe des monnaies de bronze. Sous Constant II (641-668), un follis ne pèse que trois grammes. Il s'ensuit que les dénominations inférieures au semifollis sont, en pratiques, impossibles à frapper et abandonnées. Par la suite, le terme nummus reste en usage notionnel pour désigner un six-millième de solidus et, dans le langage familier, désigne de la menue monnaie.